# Asus Padfone 2
Asus Padfone 2 je nástupce Padfonu představeného v únoru 2012. Druhá verze tohoto zařízení přichází tentokrát v dvojkombinaci. Součástí zařízení je tedy opět telefon a tabletový dok, ale nově není možné připojit si k tabletu klávesnici. Změnil se také způsob vkládání telefonu do tabletu.

## Telefon
Základem telefonu je čtyřjádrový procesor od Qualcommu o taktu 1,5 GHz doprovázený 2GB RAM paměti. Uživatelská paměť vzrostla na 64GB a nelze ji už rozšířit o microSD kartu. Displej má nyní velikost 4,7" s HD rozlišením a na zádech je 13 Mpx fotoaparát s přisvětlovací LED diodou. Oproti minulému modelu přibylo NFC a LTE.

## Padfone Station
Největší změnou pro tabletový dok je způsob vkládání telefonu. Ten se nyní zasouvá do tabletu kolmo a tablet kvůli němu už není tak silný. Velikost displeje zůstává stejná (10,1") a bohužel i rozlišení (HD). Kapacita baterie klesla na 5000 mAh. Na přední straně je stále 1,3 Mpx kamerka. Tablet váží 514g. HeadSet stylus se už k zařízením neprodává. Cena zůstává stejná jako u předchozího modelu.